# Mammillaria schumannii
Mammillaria schumannii är en kaktusväxtart som beskrevs av Hildm. Mammillaria schumannii ingår i släktet Mammillaria och familjen kaktusväxter. Inga underarter finns listade i Catalogue of Life.

## Bildgalleri

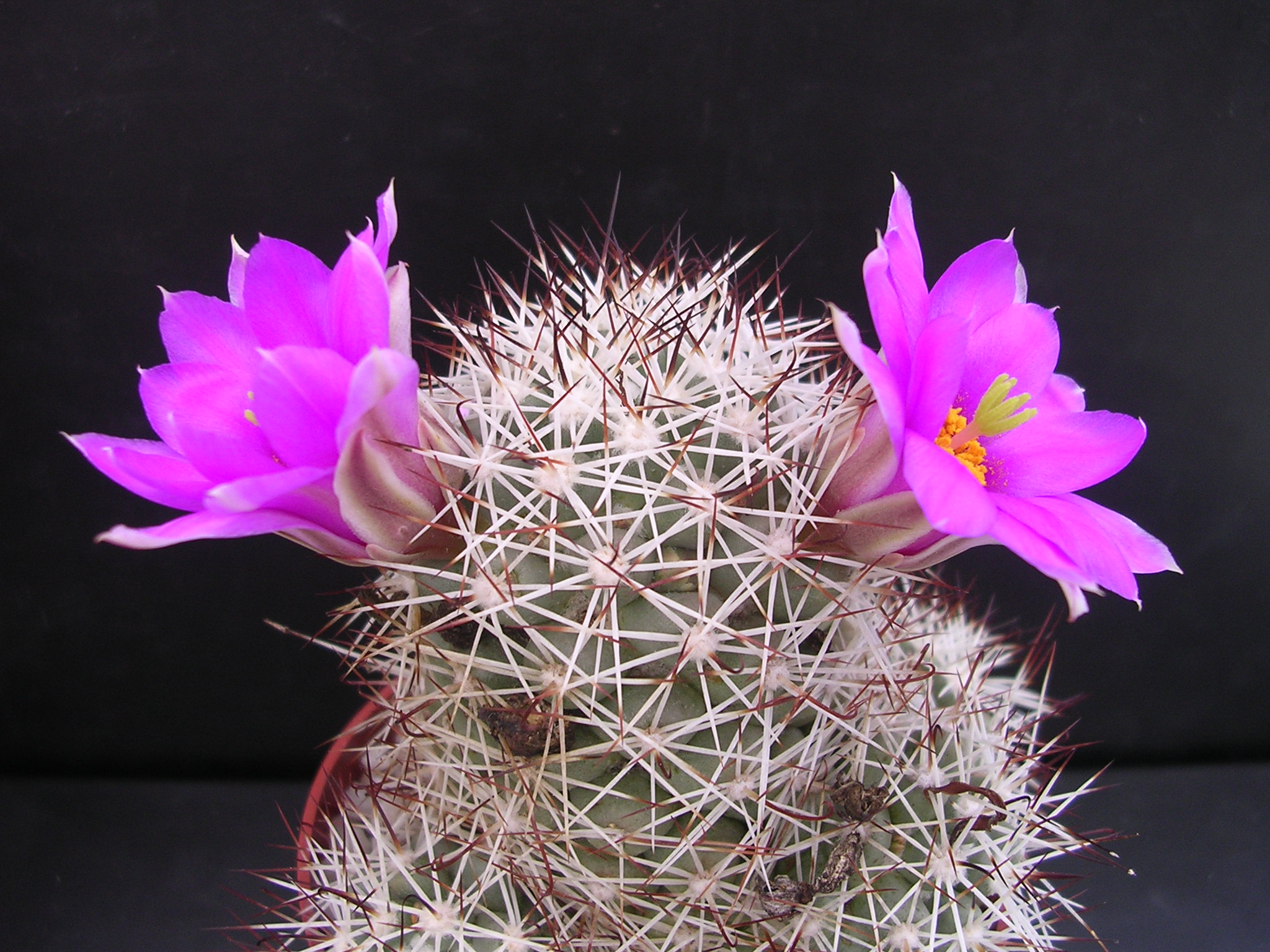
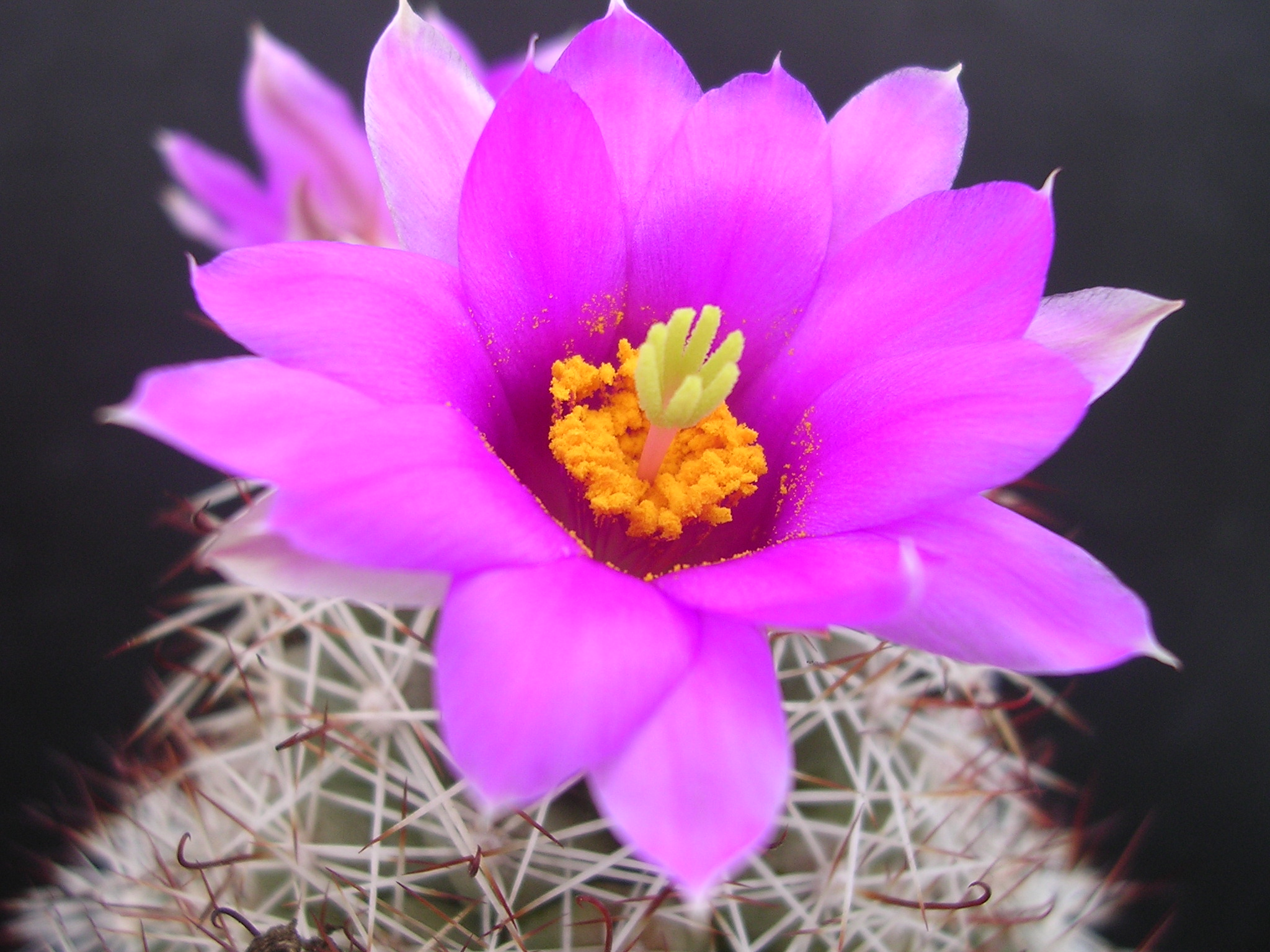